# Thermische centrale

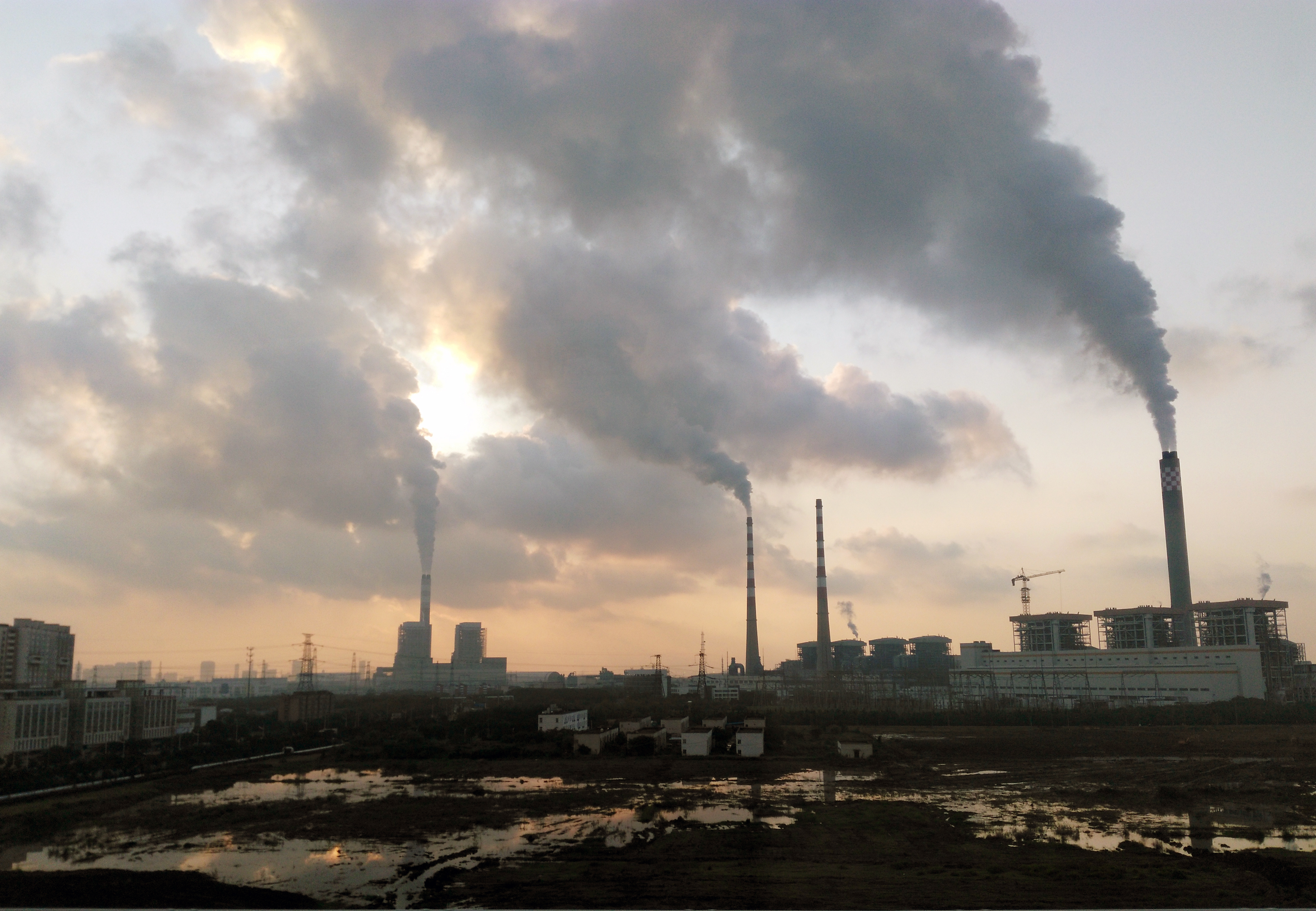
Nantong Power Station, een kolengestookte elektriciteitscentrale in Nantong, China.

Een thermische centrale is een elektriciteitscentrale waar warmte-energie wordt omgezet in elektriciteit.
In de meeste thermische centrales worden de generatoren aangedreven door stoomturbines. De stroomopwekking vindt plaats via het rankine-proces waarbij water tot stoom wordt verhit, waarna deze stoom door de turbine wordt gevoerd en wordt gecondenseerd in een condensor en ten slotte weer wordt gerecycled naar de plek waar het oorspronkelijk werd verwarmd. Thermische centrales variëren in ontwerp vooral naar warmtebron (vaak een fossiele brandstof, maar soms ook kernenergie of zonne-energie). Naast het opwekken van elektriciteit vervullen thermische centrales soms nog andere functies zoals het gebruik van de restwarmte voor industriële doeleinden of stadsverwarming (warmte-krachtcentrale) of als onderdeel van een ontziltingsinstallatie.

## Soorten thermische centrales
Thermische centrales kunnen aangedreven worden door een groot aantal warmtebronnen, zoals poederkool (kolencentrales), aardgas (gascentrales), stookolie (oliecentrales), aardwarmte (geothermische centrales), vuilnis (vuilverbrandingscentrales), biomassa (biomassacentrales), thermische zonne-energie of een combinatie daarvan, zoals combi-centrales.
Aardgas wordt vaak verbrand in gasturbines en ketels. De restwarmte van een gasturbine, in de vorm van heet uitlaatgas, kan worden gebruikt om stoom te genereren, door dit gas door een afgassenketel (restwarmteketel of HRSG) te leiden, kan de stoom vervolgens worden gebruikt om een stoomturbine in een stoom- en gascentrale aan te drijven, waarmee de efficiëntie enigszins verbeterd wordt.
Commerciële elektriciteitscentrales zijn meestal groot en ontworpen voor continu gebruik. Vrijwel alle elektrische centrales gebruiken elektrische generatoren met driefasenspanning om wisselstroom te produceren met een netfrequentie van 50 of 60 hertz. Grote bedrijven of instellingen hebben soms hun eigen centrales om de verwarming of elektriciteitsleverantie aan hun faciliteiten te leveren, met name als er al stoom wordt aangemaakt voor andere doeleinden.